# Sandy Alex Alick
Sandy Alex Alick (* 2. Juni 1963 auf Vanuatu), auch in der Schreibweise Sandy Alick oder Alick Santhy bekannt, ist ein ehemaliger vanuatuischer Fußballspieler auf der Position eines Stürmers. Er war zuletzt für Atsal Lakatoro und die vanuatuische Fußballnationalmannschaft aktiv.

## Karriere

### Verein
Über seine Vereinskarriere sind nur wenige Informationen bekannt. Im Jahr 2002 stand Alick im Kader des damaligen Provinzligisten Atsal Lakatoro. Ob er dem Verein bereits davor angehörte, ist aus den Quellen ebenso nicht ersichtlich, wie genaue Daten über die Anzahl seiner Einsätze. Einen Nationalen oder Internationalen Vereinstitel gewann er in der Saison 2002 mit der Mannschaft nicht.

### Nationalmannschaft
Sein Debüt für die vanuatuische Fußballnationalmannschaft gab Alick am 3. November 1990, im Rahmen des Melanesien-Cup 1990 unter dem damaligen Trainer Terry O’Donnell, gegen die Mannschaft der Salomonen (1:1). Hier erzielte er, mit den Führungstor zum zwischenzeitlichen 1:0 in der 13. Minute, sein einziges Länderspieltor. Vanuatu gewann, nach Siegen gegen Neukaledonien (0:1) und Papua-Neuguinea (2:1) und den Remis gegen Fidschi (1:1), den Pokal und er war damit Teil der Mannschaft, die den bis heute einzigen Titel der Nationalauswahl gewann. Zwei Jahre später stand er gemeinsam mit Pascal Pierre und Reggie Gard im Aufgebot der Men in Black & Gold und kam in drei Qualifikationsspielen zu Fußball-Weltmeisterschaft 1994 zum Einsatz. Seinen letzten Einsatz im Trikot der Nationalmannschaft absolvierte Alick am 14. Juli 2002, im Rahmen der Ozeanienmeisterschaft 2002 im Spiel um Platz 3, gegen die Auswahl von Tahiti.

### Erfolge
Melanesien-Cup (1): 1990